# RotorWay A600 Talon
RotorWay A600 Talon je enomotorni dvosedežni lahki helikopter ameriškega proizvajalca RotorWay International iz Arizone. Talon se kupi v kit obliki in se ga sestavi doma. A600 Talon je bil razvit iz RotorWay Exec. Poganja ga turbopolnjeni 147 konjski batni motor RotorWay RI 600S. Glavni in repni rotor imata oba dva kraka.

## Specifikacije(A600 Talon)
Podatki iz Bayerl and RotorWay
Splošne značilnosti
- Posadka: 1 pilot
- Število sedežev: 1 potnik
- Dolžina: 29 ft 6 in (8,99 m)
- Višina: 8 ft 7 in (2,62 m)
- Teža praznega letala: 965 lb (438 kg)
- Bruto teža: 1.500 lb (680 kg)
- Kapaciteta goriva: 64 litrov
- Pogon letala: 1 × RotorWay RI 600S Štiritaktni batni motor, 147 hp (110 kW)
- Premer glavnega rotorja:    25 ft (7,6 m)

Zmogljivost
- Maks. hitrost: 115 mph (185 km/h; 100 kn)
- Potovalna hitrost: 100 mph (87 kn; 161 km/h)
- Trajanje leta: 2 uri
- Višina leta (servisna): 10.000 ft (3.048 m)
- Hitrost vzpenjanja: 1.000 ft/min (5,1 m/s)